# Souterrain de Savoyeux
Le tunnel fluvial de Savoyeux, appelé en batellerie souterrain ou voûte de Savoyeux est un ouvrage d'art déroutant la Saône entre deux de ses méandres à Savoyeux, dans le département français de la Haute-Saône. Terminé en 1843, ce tunnel-canal a rendu possible le passage de la petite Saône vers la Saône.

## Construction
Le 15 novembre 1838, le ministère des Travaux publics procède aux adjudications des travaux d'ouverture des tranchées des souterrains de Saint-Albin et de Savoyeux. À Savoyeux, la partie amont du tunnel est confiée au maçon Jules Redont  et la tranchée aval à l'entrepreneur Chaussas.
C'est l'ingénieur Philippe Lacordaire qui dirige les travaux.
Le percement du souterrain débute en 1838 et mobilise en moyenne 400 ouvriers. Des puits sont creusés pour extraire les gravats et ventiler le chantier. Des galeries successives sont ouvertes au fur et à mesure de l'avancée des travaux. La galerie supérieure permet de réaliser la voute, puis les galeries basses, le "corps" du tunnel. Aux entrées amont et aval, des tranchées sont réalisées et des terrassements effectués pour consolider les ouvertures avant la jonction des galeries.
En 1843, la préfecture procède à une nouvelle mise en adjudication pour l’achèvement de la dérivation qui sera attribué aux entrepreneurs Pascal et Malapert.

## Caractéristiques
Sur la Saône, entre Mercey-sur-Saône et Seveux-Motey, une structure en pierre constitue l'ouverture du tunnel de Savoyeux. Il fait partie de la dérivation de Savoyeux, longue de 3,75 km, qui permet d'éviter un barrage et deux méandres de la Saône et de réduire le trajet de 4,1 km.
Le "tunnel" est long de 642,5 mètres pour 6,55 mètres de large. 
Une écluse semi automatisée est située  à l'extrémité aval du tunnel. Elle est, en outre, chargée de la régulation du passage dans le tunnel-canal de Saint-Albin.
L'ouvrage ne comportant pas de chemin de halage, les chevaux devaient le contourner grâce à des rampes d'accès. Quant aux mariniers, ils halaient les bateaux en tirant sur des chaînes fixées de part et d'autre des parois du tunnel sur deux niveaux, l'un pour les bateaux vides, l'autre pour les bateaux chargés.

### La navigation sur la Saône
Grâce aux aménagements sur la rivière, il est devenu possible, à partir du milieu du XIXe siècle, de faire passer sur la Saône, de plus gros bateaux chargés de charbon, pièces de construction et denrées alimentaires de Franche-Comté jusqu'à Lyon. 

## Entretien-Sécurité
L’écluse a vu le changement, en 2001, de ses quatre portes en vue d’un éventuel passage au système d’ouverture hydraulique.
Le tunnel a bénéficié d’une rénovation de sa voûte en 2001 et des aménagements visant à renforcer la sécurité ont été réalisés : vidéo surveillance, alarme “poings stop” tous les 50 m.